# 袁金鎧

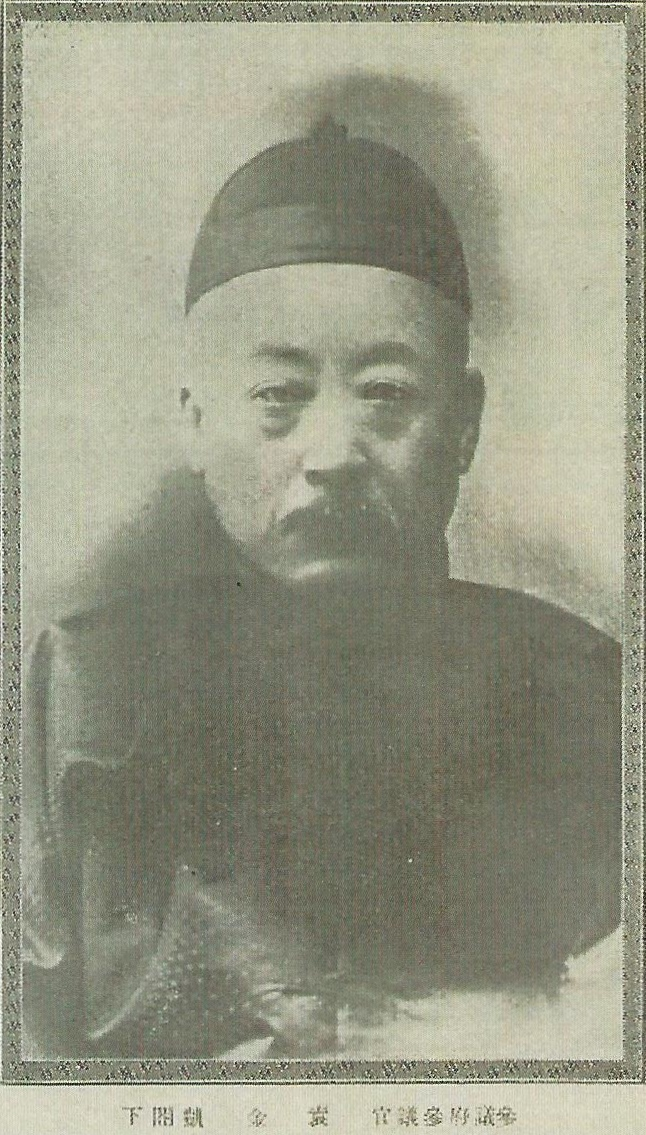

袁金鎧（1870年—1947年3月），字潔珊、兆傭，晚号傭廬。盛京将軍管轄区奉天府遼陽州（今辽阳市）人，清朝、中華民国、满洲国政治人物。

## 生平

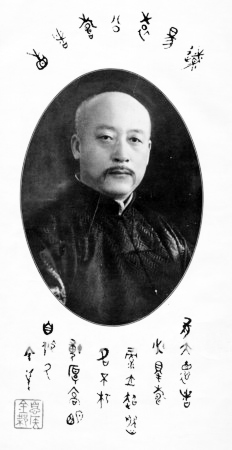

其远祖于清初投旗，隶盛京礼部正黄旗。其祖、父均为目不识丁的地主，有田五十余垧。
袁金铠十九岁中秀才，年二十补县学生员。肄业盛京萃升书院。1900年义和团运动兴起后，沙皇俄国乘机侵占东北，八国联军在逼迫清政府签订丧权辱国的《辛丑条约》后，沙俄仍拒不从东北撤兵。奉天在籍士绅，纷纷办理团练，以维持地方治安，袁金铠参与其事，任郡北路保甲局总办。1904年，任辽阳州警務提調、辽阳巡警总局总董、督办清乡局参议。 1907年，经鲜俊英介绍，袁金铠谒见盛京将军赵尔巽，因应答颇有条理，深得赵尔巽的好感，许之为辽东杰士。宣统元年（1909年），奉天谘议局成立，袁氏当选为谘议局议员。1910年，吴景濂当选为谘议局议长，袁金铠与孙百斛为副议长。从此袁金铠跻身于奉天大绅士之列。1911年5月，赵尔巽由四川总督继锡良任东三省总督，袁金铠以门生资格投入赵尔巽幕府，出任东三省总督署参议，深得赵尔巽的倚重，成为其心腹谋士。1911年向东三省总督赵尔巽保舉張作霖，使张作霖受到重用。

1928年6月，张作霖自北京出关，为日人炸死，辽吉黑热四省合组东北临时保安委员会，张学良为委员长，袁金鎧任副委员长。1928年底东北易帜，1929年（民国18年）1月改组东北政务委员会任委员兼東北边防军司令長官公署参議。1930年（民国19年），任監察院監察委員兼通志館副館長。由于張学良疏远袁金鎧等旧派人物，故袁金鎧的政治影響力渐失。
1931年九一八事变之初，投靠日本，奉天地方自治維持会委員長（副委員長：阚朝璽）。满洲国建国后，1932年（大同1年）任奉天省政府最高顧問兼参議府参議。翌年3月，任立法院憲法制度調查委員会委員。1934年（康德元年）5月，改任恩賞会議議定官。1935年（康德2年），任帝室大典委員会委員、尚書府大臣。1939年袁金铠七十岁生日，溥仪特赐匾联、福寿字和衣料、如意等，令袁受宠若惊，视为平生最大的光荣。1943年，袁金铠得下肢萎缩症四肢運動麻痹，辞去尚书府大臣，改任宫内府顾问官，并享受前官待遇，回辽阳原籍养病。1944年（康德11年）4月以患瘘症辞职。。
1947年3月病死于辽阳。

## 著作
- 『静远斋集』、『静远斋日记』、『奉省共和辑略』[2]
- 1912年：『張仙舫運使哀輓錄』、『東渡百一詩』、『明倫詩社課存』、『中庸講義』、『誦詩隨筆』
- 1930年：『傭廬寿言』
- 1934年：『傭廬文存』
- 1935年：『傭廬日記語存』、『傭廬经過自述』、『甕雲緒語』

### 引用
1. ↑  《约法会议记录》作其1915年四十六岁，与《民国人物大辞典》所载的生于1870年，1947年去世，享年78岁相符。
2. 1 2  约法会议秘书厅编，约法会议记录，北京：约法会议秘书厅，1915年，第75页。其中遼陽警務提調一职见于《民国人物大辞典》，而不见于《约法会议记录》
3. ↑  《伪满人物》，吉林人民出版社，1993年，第456页
4. ↑  同上
5. ↑  徐友春主編『民国人物大辞典 增訂版』作袁金鎧此时就任奉天省省長。但是，劉寿林等編『民国職官年表』并没有袁金鎧就任奉天省長的记载，同年3月满洲国建国之初，任奉天省長的是臧式毅。鉴于臧式毅已经于前一年12月就任奉天省長，故从後者之说。
6. ↑  山室信一『キメラ - 滿洲国の肖像 增補版』85頁。
7. ↑  赵夏山:《我所知道的袁金铠》,中国人民政治协商会议吉林消息委员会文史资料研究委员会编《吉林文史资料选辑》第4辑,吉林人民出版社1983年版,第216页。